# Cray Research
Cray Inc., uma subsidiária da Hewlett Packard Enterprise, é uma empresa produtora de supercomputadores com sede em Seatle. A companhia chamava-se anteriormente Cray Research, Inc. (CRI), foi fundada em 1972 pelo projetista de computadores Seymour Cray. Seymour Cray passou a formar o spin-off Cray Computer Corporation (CCC), em 1989, que faliu em 1995, enquanto Cray Research foi comprada pela Silicon Graphics, no ano seguinte. A Cray Inc. nasceu em 2000 quando a companhia Tera Computer comprou a Cray Research Inc. da SGI e adotou o nome de sua aquisição.

## Subsidiária da Hewlett Packard Enterprise: 2019-presente
Em 25 de setembro de 2019, a Hewlett Packard Enterprise adquiriu a empresa.